# Algebra z deljenjem
Algebra z deljenjem je v abstraktni algebri algebra nad obsegom v kateri je možno tudi deljenje. To lahko povemo tudi, da je algebra z deljenjem vektorski prostor v katerem lahko množimo in delimo. 

## Definicija
Predpostavimo, da je algebra {\displaystyle D\,} algebra nad obsegom in da nima ničelnega elementa. Algebra {\displaystyle D\,} je algebra z deljenjem, če za katerikoli element {\displaystyle a\,} v {\displaystyle D\,} in element {\displaystyle b\,}, ki je tudi v{\displaystyle D\,}, obstoja točno samo en element {\displaystyle x\,} v {\displaystyle D\,} tako, da velja {\displaystyle a=bx\,}, in točno en element {\displaystyle y\,} v {\displaystyle D\,}, tako, da je {\displaystyle a=yb\,}.
Za asociativne algebre lahko to definicijo poenostavimo na naslednji način: asociativna algebra je algebra z deljenjem samo, če in samo če ima nevtralni element {\displaystyle 1\neq 0\,} in vsak neničelen element ima multiplikativni obratni element to je element {\displaystyle x\,} za katerega velja {\displaystyle ax=xa=1\,}.

## Zgledi
Najbolj znan zgled asociativne algebre z deljenjem so končnorazsežna realna števila. To je algebra nad obsegom {\displaystyle \mathbb {R} \,} realnih števil, ki je končnorazsežen kot vektorski prostor nad realnimi števili. Frobeniusov izrek trdi, da so glede na morfizem štiri takšne algebre: realna števila (razsežnost 1), kompleksna števila (razsežnost 2), kvaternioni (razsežnost 4) ter oktonioni (razsežnost 8). 